# Giovane Germania (movimento politico)
La Giovane Germania (in tedesco Junges Deutschland) fu un'associazione politica segreta fondata a Berna nell'aprile 1834 da cinque tedeschi, tra cui il giurista e giornalista Carl Theodor Barth, su impulso del patriota italiano Giuseppe Mazzini. Modello della Giovane Germania fu appunto l'associazione Giovine Italia fondata tre anni prima da Mazzini a Marsiglia. L'occasione fu offerta dal fallimento della spedizione di Savoia per l'abbattimento della monarchia piemontese. Poco dopo la sua fondazione, la Giovane Germania aderì al movimento mazziniano Giovine Europa.
La Giovane Germania contava tra i suoi membri il rivoluzionario Joseph Moll e il dirigente sindacale Karl Schapper. Nel febbraio 1835, entrò a far parte dell'associazione il politico del Vormärz emigrato in Svizzera Georg Fein. Fu a capo del comitato centrale, con sede a Liestal, dall'agosto 1835 al febbraio 1836. Egli intendeva scindere la Giovane Germania dalla Giovine Europa e unirla alla Lega dei proscritti parigina. Tuttavia, a causa di divergenze politiche, nel marzo 1836 uscì dall'organizzazione.
Il movimento operaio tedesco in Svizzera fu influenzato dall'organizzazione Giovane Germania, che produsse nello Stato elvetico la fondazione di diverse associazioni artigiane.
Tra la società e l'omonimo movimento letterario, sorto nel Vormärz negli Stati della Confederazione germanica, non vi furono legami organizzativi né personali. Nondimeno, i due gruppi mostravano precise affinità sostanziali. Così, entrambi si situarono all'opposizione della politica della Restaurazione imperante all'epoca in Europa. Anche la mentalità rivoluzionaria e liberaldemocratica dei membri dell'associazione politica fu condivisa da alcuni esponenti del gruppo letterario. Contrariamente a quest'ultimo, però, l'organizzazione Giovane Germania preparava davvero un rivolgimento politico.